# Iniciativa de Desenvolvimento Comunitário de Macau
Die Iniciativa de Desenvolvimento Comunitário de Macau (portugiesisch für Initiative für die Entwicklung der Gemeinschaft von Macau, chinesisch 澳門社區發展新動力) ist eine politische Partei in der Sonderverwaltungszone Macau innerhalb der Volksrepublik China. Sie ist durch die beiden prominenten Politiker António Ng und Au Kam San in der Gesetzgebenden Versammlung von Macau vertreten.

## Geschichte
Der Gründer der Partei war Tong Ka Io, welcher am 3. September 2015 die Iniciativa de Desenvolvimento Comunitário de Macau gründete. Meinungsverschiedenheiten innerhalb der damals wichtigsten Partei im Pro-Demokratie-Lager, der Associação Novo Macau, führten dazu, dass sich Au Kam San und António Ng ab 2014 von der Associação Novo Macau entfernten und Au Kam San 2016 endgültig von der Associação Novo Macau zur Iniciativa de Desenvolvimento Comunitário de Macau wechselte. António Ng folgte ein Jahr später und trat ebenfalls zur neuen Partei über. Bei der Parlamentswahl 2017 zog António Ng über die Wahlliste Associação de Próspero Macau Democrático und Au Kam San über die Wahlliste Associação de Novo Movimento Democrático in die Gesetzgebende Versammlung ein. António Ng war zu diesem Zeitpunkt bereits zur Iniciativa de Desenvolvimento Comunitário de Macau übergetreten. Formal traten beide Listen zwar unabhängig voneinander an, beide Listen lassen sich allerdings in der Iniciativa de Desenvolvimento Comunitário de Macau zusammenführen.

## Ausrichtung
Die beiden führenden Mitglieder António Ng und Au Kam San sind erfahrene Politiker in Macau, António Ng war bereits unter portugiesischer Souveränität Mitglied der Gesetzgebenden Versammlung. Bis zum Einzug der Nova Esperança in die Gesetzgebende Versammlung 2005 war die Associação Novo Macau die einzige Partei des Pro-Demokratie-Lagers im Parlament. Zu den Themen der beiden Abgeordneten gehörten unter anderem die Forderung der Einführung des allgemeinen Wahlrechts für den Regierungschef Macaus als Teil einer tatsächlichen Demokratisierung. Ab 2014 veränderte sich unter Sulu Sou Ka Hou die Associação Novo Macau zu einem Sammelpunkt junger politischer Aktivisten, vor allem Studenten. Diese Entwicklung trug dazu bei, dass António Ng und Au Kam San die Partei verließen, weil sie gemäßigtere Demokratisierungsforderungen vertraten und ein zu radikales Auftreten im doch repressiven System Macaus als Teil der Volksrepublik China für gefährlich für einen Politiker hielten. Somit ist die Iniciativa de Desenvolvimento Comunitário de Macau heute die gemäßigtere Partei zwischen ihr und der ursprünglichen Associação Novo Macau.